# الممطار (مذيخرة)

تعديل مصدري - تعديل

الممطار محلة تابعة لقرية ذي حافظ وجشمان، التابعة لعزلة الجوالح بمديرية مذيخرة إحدى مديريات محافظة إب في الجمهورية اليمنية، بلغ تعداد سكانها 29 حسب تعداد اليمن لعام 2004.